# Вороново (Томский район)
Вороново — деревня в Томском районе Томской области России. Входит в состав Богашёвского сельского поселения. Постоянное население отсутствует (2015), но имеются садово-дачные товарищества.

## География
Деревня находится в юго-восточной части Томской области, в пределах подтаёжно-лесостепного района таёжной зоны, на берегах реки Басандайки, вблизи места впадения в неё реки Таковы, на расстоянии примерно 9 километров (по прямой) к юго-востоку от города Томска. Абсолютная высота — 126 метров над уровнем моря.
Часовой пояс
Деревня Вороново, как и вся Томская область, находится в часовой зоне МСК+4. Смещение применяемого времени относительно UTC составляет +7:00.

## История
Основана в 1700 году. 
По данным 1926 года, в деревне имелось 72 хозяйства и проживало 327 человек (в основном — русские). В административном отношении входила в состав Петуховского сельсовета Коларовского района Томского округа Сибирского края.

## Население
| 2002 | 2008 | 2009 | 2010 | 2011 | 2012 | 2013 |
| ---- | ---- | ---- | ---- | ---- | ---- | ---- |
| 12   | ↘3   | ↗5   | ↗7   | →7   | ↗10  | ↘9   |
| 2014 | 2015 | 2021 |      |      |      |      |
| ↘1   | ↘0   | ↗12  |      |      |      |      |

Половой состав
По данным Всероссийской переписи населения 2010 года в гендерной структуре населения мужчины составляли 71,4 %, женщины — соответственно 28,6 %.
Национальный состав
Согласно результатам переписи 2002 года, в национальной структуре населения русские составляли 100 %.

## Улицы
Улицы: Береговая, Зелёная, Кедровая, Лесная, Новая, Подгорная, Цветочная, Центральная;
Переулки: Крайний, Кустарный, Ягодный;
Территории: Садово-дачное товарищество Вороновское, садово-дачное товарищество Связист.
Кроме того, в деревне имеются дома (владение 2), не приписанные ни к одной из улиц .